# FO Большого Пса
FO Большого Пса (лат. FO Canis Majoris) — двойная затменная переменная звезда типа Алголя (EA) в созвездии Большого Пса на расстоянии (вычисленном из значения параллакса) приблизительно 14619 световых лет (около 4482 парсеков) от Солнца. Видимая звёздная величина звезды — от +17m до +16m.